# Lazarus Henckel von Donnersmarck (General)
Lazarus Aloisius Adam Emanuel Graf Henckel von Donnersmarck (* 12. April 1785 in Beuthen; † 15. August 1876 in Berlin) war ein preußischer Generalleutnant und Kommandant der Festung Schweidnitz.

## Leben

### Herkunft
Seine Eltern waren Gabriel Ludwig Henckel von Donnersmarck (1750–1798) und dessen Ehefrau Maria Theresia, geborene von Gruttschreiber und Czopkendorff (* 29. März 1745; † 27. Mai 1792) aus dem Haus Krolkwitz-Gläsen. Der Vater war Leutnant a. D., zuletzt im Kürassierregiment „von Mengden“, sowie Landrat des Kreises Strehlen.

### Militärkarriere
Am 1. September 1800 trat Donnersmarck als Estandartenjunker in das Kürassierregiment „von Wagenfeld“ der Preußischen Armee ein, wurde am 30. Mai 1801 zum überzähligen Kornett ernannt und am 2. Januar 1802 einrangiert. Anfang Februar 1804 avancierte er zum Sekondeleutnant. Im Vierten Koalitionskrieg kämpfte Donnersmarck bei der Kanonade von Gollau und der Schlacht bei Preußisch Eylau. Nach dem Frieden von Tilsit wurde er am 12. November 1807 verabschiedet und musste sich nun der Landwirtschaft widmen.
Im Vorfeld der Befreiungskriege kam er am 17. April 1813 als Sekondeleutnant in die Adjutantur des I. Armee-Korps. In dem Krieg kämpfte er bei der Belagerung von Glogau sowie in den Schlachten an der Katzbach, bei Leipzig, Laon und Paris. Für Leipzig wurde er zum Eisernen Kreuz I. Klasse vorgeschlagen, aber stattdessen am 23. November 1813 zum Premierleutnant befördert. Ferner kämpfte er in den Gefechten bei Freyburg (Unstrut), Eisenach, Thionville, Vitry, Montmirail, Chateau-Thierry, Coulommiers, La Fere-Champenoise und Trilport. Beim Übergang bei Wartenburg wurde Donnersmarck verwundet und mit dem Eisernen Kreuz II. Klasse ausgezeichnet. In der Zeit wurde er am 8. Dezember 1813 zum Rittmeister und am 16. Juni 1815 zum Major befördert.
Nach dem Krieg wurde Donnersmarck am 6. März 1817 dem 7. Ulanen-Regiment (Rheinisches) aggregiert und am 20. Oktober 1819 zur Dienstleistung beim 25. Infanterie-Regiment kommandiert. Daran schloss sich ab dem 30. März 1822 eine Verwendung als Kommandeur des I. Bataillons im 23. Landwehr-Regiment an und am 18. Juni 1825 erhielt Donnersmarck das Dienstkreuz. Mit Patent vom 1. April 1830 wurde er am 30. März 1830 zum Oberstleutnant sowie am 30. März 1833 zum Oberst befördert. Am 25. April 1833 beauftragte man ihn mit der Führung des 11. Infanterie-Regiments und am 30. März 1834 wurde Donnersmarck zum Regimentskommandeur ernannt. Am 30. September 1835 erhielt er die Erlaubnis zum Tragen des Ordens der Heiligen Anna II. Klasse. Am 9. Februar 1840 wurde er zum Kommandanten der Festung Schweidnitz ernannt, am 27. Februar 1840 dem 11. Infanterie-Regiment aggregiert und am 30. März 1840 zum Generalmajor befördert. Vom 7. bis zum 19. April 1842 war Donnersmarck als Kommandant der Festung Glatz kommandiert. In Genehmigung seines Abschiedsgesuches wurde Donnersmarck am 5. März 1846 unter Verleihung des Charakters als Generalleutnant mit der gesetzlichen Pension zur Disposition gestellt. 
Er war Ehrenritter des Johanniterordens und erhielt nach seiner Verabschiedung den Roten Adlerorden II. Klasse mit Eichenlaub. Nach seinem Tod wurde Donnersmarck am 17. August 1876 auf dem Invalidenfriedhof beigesetzt. Das Grabmal ist nicht erhalten.
Der Brigadeführer General von Lucadon schrieb 1838 über ihn: „Ein wissenschaftlich gebildeter Stabsoffizier, der sich im Kriege ausgezeichnet hat und durch besonderen Fleiß und seltene Mühe in seinem gegenwärtigen Dienstverhältnisse sehr nützlich wirkt, in dem er das Regiment in einer vorzüglichen Ordnungen erhält. Durch seinen Charakter ist er ebenso achtungswürdig, als empfehlenswert in seinem Privatleben. Er eignet sich zu einem höheren Wirkungskreise und würde, da er die Verhältnisse der Landwehr sehr genau kennt, meiner Meinung nach dort sehr nützlich wirken. Zur Beförderung empfohlen, wurde er dennoch von jünger patentierten Offizieren beim Brigadekommando übergangen. Er gebührt ihm in dieser Beziehung die volle Anerkennung, daß er trotz dieses schmerzlich kränkenden Gefühls weder in seinen Obliegenheiten noch in seinem rühmlichen Diensteifer nachgelassen, sondern vielmehr mit verdoppelter Anstrengung zum Besten des Allerhöchsten Dienstes recht ernstig  und nützlich fortgewirkt hat.“

### Familie
Er heiratete am 22. Juni 1815 Luise Antoinette Benediktine Friederike Sophie Karoline Freiin von Wildungen (* 22. Dezember 1797; † 18. Dezember 1857), eine Tochter des großherzoglich sachsen-weimarischen Majors Karl Friedrich von Wildungen († 1816). Das Paar hatte zwei Kinder:
- Hermann Lazarus Gotthard Ernst (* 24. April 1818; † 13. März 1847), preußischer Legationsrat in Paris
- Luise Therese Karoline (* 17. September 1820; † 30. Januar 1902) ⚭ Felix Graf von Voß (* 15. August 1801; † 26. Februar 1881), Landrat Mecklenburg-Vorpommern, Herr auf Klein- und Groß Gievitz[3][4]